# La Contre-Attaque de Micheletto Attendolo da Cotignola
La Contre-attaque de Micheletto Attendolo da Cotignola est un tableau du peintre florentin Paolo Uccello réalisé vers 1435-1440. Cette tempera sur bois représente un épisode de la bataille de San Romano, qui a eu lieu en 1432. Conservée au musée du Louvre, à Paris, le tableau fait partie du cycle La Bataille de San Romano, lequel se compose également d'un tableau de la National Gallery de Londres ainsi que d'un autre du musée des Offices, à Florence.

Détail du sujet principal.